# История Гвинеи
Древняя история Гвинеи не изучена. В Средние века некоторые части нынешней Гвинеи входили в состав империй Ганы (VIII-IX века) и Мали (XIII-XV века). В то время территорию Гвинеи населяли различные племена, самыми многочисленными были мандинка, диалонке, сусу.
В XVI веке на плато Фута-Джаллон расселились кочевники-скотоводы фульбе. В 1720-х годах исламизированная верхушка фульбе начала войну против дьялонке, а также против фульбе-язычников. Эта война завершилась в основном в конце 1770-х годов. В результате было создано раннефеодальное государство фульбе — Фута-Джаллон.

## Колониальный период
В XIX веке началось проникновение французов в Гвинею. Они пытались организовать торговые отношения с местными жителями, но зачастую это оканчивалось уничтожением европейских купцов. С 1865 года Франция стала строить на Перцовом Береге (в южной Гвинее) форты и укреплённые посты для защиты торговцев. С вождями местных племен французы старались заключать договоры о ненападении.
В 1897 году Франция заключила договор с правителем Фута-Джаллон о протекторате. В 1898—1894 гг. примерно на территории современной Гвинеи существовала французская колония Ривьер дю Сюд.
В 1878—1898 годах часть территории современной Гвинеи входила в империю Вассулу, которую создал Самори Туре.
В конце XIX века Французская Гвинея была колонизирована и с 1904 г. находилась в составе федерации Французской Западной Африки.
Колонизация французами Гвинеи шла медленно. Только после окончания Первой мировой войны там началось создание плантаций бананов, ананасов, кофе. Однако плантационное хозяйство не получило большого развития. Так же медленно развивалась в Гвинее и промышленность — лишь накануне Второй мировой войны там появились первые горнодобывающие предприятия и небольшие мастерские обрабатывающей промышленности.

## Независимость
На референдуме в 1958 году гвинейский народ высказался за независимость, которая была объявлена 2 октября. Гвинея, как и другие французские колонии, получившие независимость, была провозглашена Республикой.
Президентом Республики был избран Ахмед Секу Туре, установивший в стране однопартийную систему, подкрепленную мощным репрессивным аппаратом. В области внешней политики он придерживался умеренно про-советского курса, а в области внутренней политики был приверженцем научного социализма с африканской спецификой. Результатом этой стратегии стало тотальное обобществление собственности, на отдельных этапах в приказном порядке регулировалась даже численность торговцев на базарах. Протесты 1977 г., известные как «бунт базарных торговок», привели к постепенному тихому сворачиванию политики тотального государственного контроля экономики, однако жёсткий политический контроль сохранялся и далее. По решению XI съезда Демократической партии в 1978—1984 годах носила название «Гвинейская Народная Революционная Республика».
К началу 1980-х годов за рубеж мигрировало около миллиона жителей страны.
После смерти Ахмеда Секу Туре в 1984 году власть захватила группа военных, создавших Военный комитет национального возрождения во главе с полковником Лансана Конте, устранившим в течение последующих трех лет основных конкурентов в борьбе за власть. При президенте Л. Конте внешняя политика была сориентирована в сторону большего сотрудничества с Францией, США, Великобританией, страна стала пользоваться поддержкой международных финансовых организаций. Побочным эффектом ослабления политического контроля стал мощный рост коррупции, в период правления президента Конте Гвинея стала одним из мировых лидеров по этому показателю.
4 июля 1985 произошла попытка переворота. После почти двухлетнего следствия 58 участников были приговорены к смертной казни (в том числе 8 бывших министров при Секу Туре), 140 — к различным срокам тюремного заключения (в том числе вдова и сын Секу Туре).
В конце 1980-х годов начался процесс демократизации политической жизни, с начала следующего десятилетия регулярно проводятся выборы. Победу на президентских выборах трижды (в 1993, 1998, 2003 годах) одерживал Лансана Конте, на парламентских — его Партия единства и прогресса, хотя каждый раунд сопровождался мощными протестами оппозиции, на что местные силовые министерства традиционно реагируют очень жестко.
Продолжающееся ухудшение экономической ситуации в стране повлекло в 2007 году массовые выступления с требованиями отставки правительства и принятия срочных мер по выводу страны из кризиса. В итоге переговоров между властями и профсоюзным движением пост премьер-министра был передан компромиссному кандидату с мандатом до следующих выборов, намеченных на середину 2008 года.
22 декабря 2008 года президент Гвинейской республики Лансана Конте скоропостижно скончался и, согласно Конституции, его обязанности перешли к Президенту Национального собрания (то есть к председателю парламента) Абубакару Сомпаре, который в течение 60 дней должен был провести выборы нового Президента Республики. Однако 23 декабря 2008 года, через несколько часов после смерти президента Лансана Конте, группа военных, которые объявили себя Национальным советом за демократию и развитие, НСДР (фр. Conseil national pour la démocratie et le développement, CNDD), совершила государственный переворот. 24 декабря 2008 года обязанности Президента Республики были переданы капитану Муссе Дади Камаре по согласованию между правительством премьер-министра Ахмеда Тидиане Суаре и военными, создавшими Национальный совет за демократию и развитие. Срок полномочий Муссы Дади Камары был определён в два года, до конца декабря 2010 года, когда должны были состояться свободные выборы.
28 сентября 2009 года оппозиция организовала в столице страны протесты против намерения Муссы Камара баллотироваться на президентских выборах 2010 года. Правящая хунта подавила протесты, применив слезоточивый газ и боевое оружие, в результате чего погибло 157 и ранено более 1200 человек.
3 декабря 2009 года на Камару было совершено покушение, он был ранен и отправлен на лечение в Марокко, после чего временное правительство страны возглавил генерал Секуба Конате, который совместно с представителями гражданского общества выработал шестимесячную программу перехода к гражданскому правлению.
27 июня 2010 года в первом туре президентских выборов оппозиционный политик Альфа Конде получил 553 021 (20,67 %) голосов, заняв второе место после Селу Далейна Диалло и выйдя во второй тур. По предварительным данным, во втором туре Конде получил 52,52 % голосов против 47,48 % у Диалло, после чего объявил о своей победе на выборах.
17 октября 2015 года в ходе президентских выборов Конде был переизбран на второй срок с 57,85 % голосов, завоевав абсолютное большинство в первом туре голосования. Оппозиция утверждала, что выборы были омрачены мошенничеством. Селу Диалло, который получил около 30 % голосов, отказался признать результаты, утверждая, что голосование было подтасовано. Он обвинил правительство в запугивании избирателей, вбросе бюллетеней, выдаче разрешений несовершеннолетним на голосование, и изменениях избирательного процесса. Однако он не выпустил официального обращения. Конде был приведен к присяге на второй срок 14 декабря 2015 года.
Осенью 2019 года в Гвинее начались массовые протесты из-за неоднократных переносов очередных парламентских выборов. Ситуация обострилась после того, как 20 декабря 2019 года А. Конде представил проект новой конституции, который позволял Конде быть избранным президентом на третий срок.
Поправки в конституцию были одобрены на референдуме 22 марта 2020 года. Сразу после объявления результатов референдума протесты вспыхнули с новой силой. В Конакри и других городах сторонники оппозиции выходили на улицы, поджигали автомобили и строили баррикады. Для разгона протестующих полиция применяла слезоточивый газ, а в некоторых местах и огнестрельное оружие. Против поправок в конституцию высказались США, Франция, Африканский союз, Экономическое сообщество стран Западной Африки. При этом Россия оказала поддержку инициативе Конде, и, как утверждается, политическим консультантом Конде стал россиянин Виктор Бояркин, связанный с компанией «Русал», имеющей экономические интересы в Гвинее.
18 октября 2020 года состоялись президентские выборы. После того, как председатель избирательной комиссии объявил, что Конде лидирует по результатам выборов, в столице страны начались беспорядки, в результате которых погибли, по меньшей мере, 10 человек. 7 ноября 2020 года Конституционный суд Гвинеи утвердил окончательные результаты президентских выборов, и провозгласил их победителем Альфу Конде, который, по официальным данным, набрал 59,5 % голосов.
5 сентября 2021 года Альфа Конде был свергнут в результате военного переворота.
Новым главой государства стал председатель Национального комитета примирения и развития подполковник Мамади Думбуя.